# Лайош Цінеге
Лайош Цінеге (Цінеґе, угор. Czinege Lajos; 24 березня 1924, Карцаг, Угорщина — 10 травня 1998, Леаньфалу, Угорщина) — угорський державний діяч, міністр оборони Угорської Народної Республіки (1960—1984), генерал армії (1978-1989).

## Біографія
Член Угорської партії трудящих з 1944. Закінчив Військово-політичну академію ім. Петефі.
Трудову діяльність розпочав з 12-річного віку. Був одним з керівників робітничо-селянської молоді міста Карцаг. З 1947 на партійній роботі.
- 1951-1954 — на партійно-політичній роботі в центральному апараті Міністерства оборони УНР;
- 1954-1957 — завідувач відділом адміністративних органів ЦК УСРП; в жовтні 1956 брав активну участь у придушенні Угорського повстання (1956);
- 1957-1960 — перший секретар Сольнокського обласного комітету УСРП;
- 1960-1984 — міністр оборони УНР. Вважається, що під його керівництвом Угорська народна армія досягла особливої військової могутності. На цій посаді в серпні 1968 брав участь у введенні військ країн «Варшавського договору» до Чехословаччини;
- 1984-1987 — заступник Голови Ради Міністрів УНР.

Член ЦК УСРП (1959-1988), кандидат в члени Політбюро ЦК УСРП (1961-1970).
У 1989 був позбавлений звання генерала армії.

## Нагороди та звання
Нагороджений орденом Жовтневої Революції, угорськими та іноземними орденами і медалями.